# Maxamovo–Gilbertovo sekvenování

Příklad Maxamova–Gilbertova sekvenování. Štěpí se stejně označené fragmenty DNA na různých místech což utváří označené fragmenty různých velikostí. Fragmenty pak mohou být odděleny pomocí gelové elektroforézy.

Maxamovo–Gilbertovo sekvenování je metoda sekvenování DNA vyvinutá Allanem Maxamem a Walterem Gilbertem v letech 1976–1977. Tato metoda je založena na modifikaci DNA pro jednotlivé nukleové báze a následném štěpení DNA v místech přiléhajících k modifikovaným bázím. 
Maxamovo–Gilbertovo sekvenování byla první široce přijatou metodu pro sekvenování DNA, a spolu se Sangerovou metodou, představuje metodu první generace sekvenování DNA. Maxamovo–Gilbertovo sekvenování se již v širokém měřítku nepoužívá, bylo totiž nahrazeno metodami 2. a 3. generace.

## Historie
I přesto, že Maxam a Gilbert zveřejnili svá pozorování dva roky poté, co Frederick Sanger a Alan Coulson publikovali své práce na „plus-minus“ sekvenování, Maxamovo–Gilbertovo sekvenování se rychle stalo populární, protože čtená DNA může být použita přímo, zatímco původní Sangerova metoda vyžaduje, aby každé čtení bylo provázeno tvořením kopií čteného fragmentu. S rozvojem moderních sekvenačních metod (454 sekvenování, Illumina), popularita Maxamova–Gilbertova sekvenování klesla a vzhledem k jeho technické složitosti a rozsáhlému používání nebezpečných chemických látek, je jeho použití v standardních molekulárně-biologických soupravách vyloučeno.

## Postup
Maxamovo–Gilbertovo sekvenování vyžaduje radioaktivní značení na 5' konci DNA čteného fragmentu (typicky prostřednictvím gama-32P ATP). Chemické reakce „rozlamují“ čtený úsek na jedné nebo dvou ze čtyř nukleotidových bází v každé ze čtyř reakcí (A+G ,G, C, C+T). Například puriny (A+G) jsou „rozlamovány“ pomocí kyseliny mravenčí, guaniny (a do jisté míry adeniny) jsou methylovány dimethylsulfátem a pyrimidiny (C+T) jsou hydrolyzovány pomocí hydrazinu. Přidání soli (chlorid sodný) k reakci hydrazinu inhibuje reakce thyminu pouze na rozpad cytosinu.
Fragmenty vznikající ve čtyřech reakcích jsou za působení elektroforézy odděleny podle délky s pomocí gelové elektroforézy. Pro zobrazení fragmentů seřazených podle délky je použita autoradiografie, která zaznamenává radioaktivní záření 32P.

## Související metody
Tato metoda vedla k objevu nových postupů, které pomohli vědcům pochopit chemické vlastnosti DNA.
Automatizované Maxamovo–Gilbertovo sekvenování bylo vyvinuto v roce 1994.